# Organisch oplosmiddel

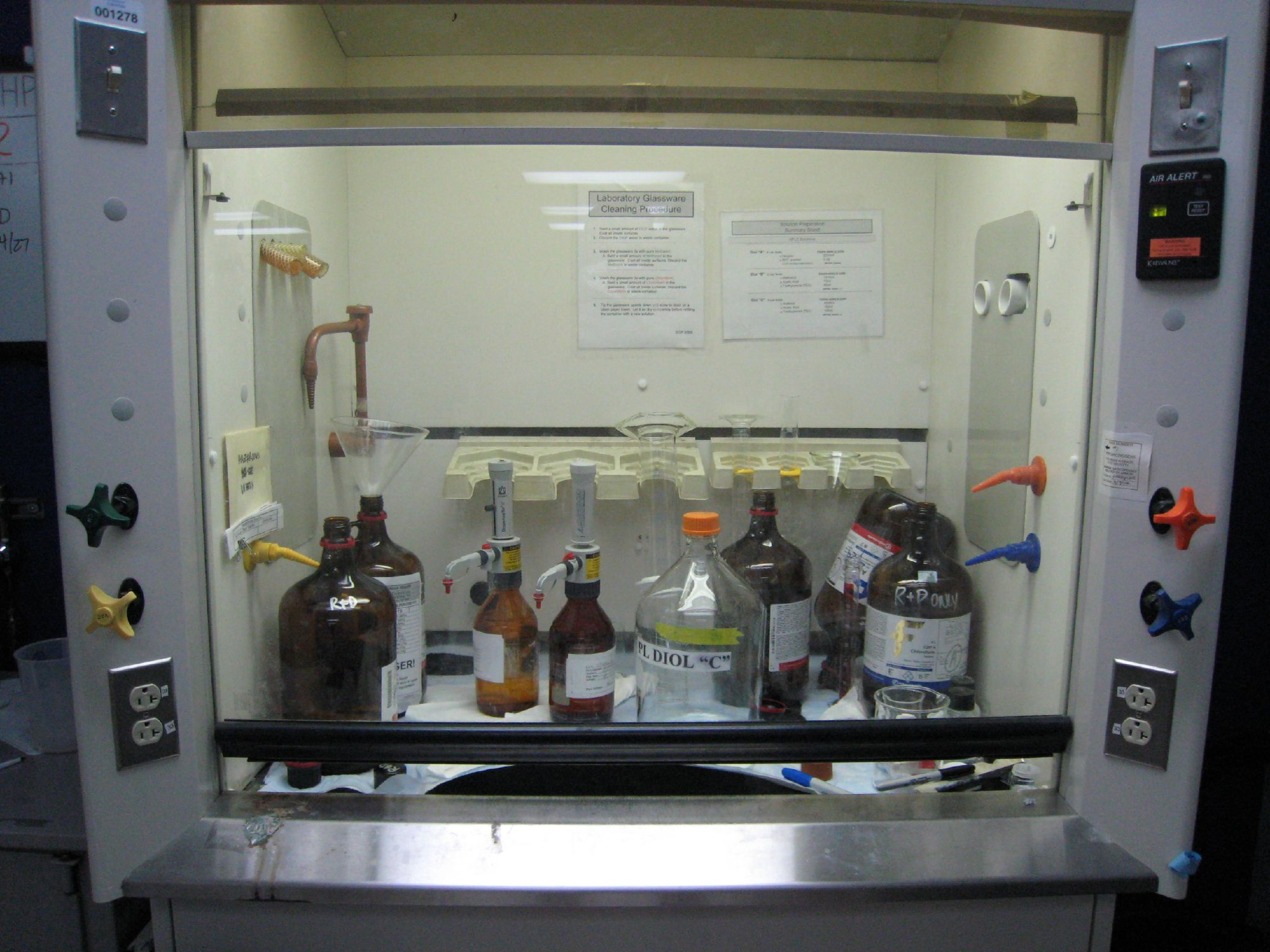
Een zuurkast waarin verschillende organische oplosmiddelen worden bewaard.

Onder organische oplosmiddelen wordt een grote groep vloeibare organische stoffen verstaan die als oplosmiddel kunnen fungeren en waarvan de prijs voldoende laag is om ze op grote schaal te gebruiken. De naam organisch verwijst naar het begrip organische chemie. De organische oplosmiddelen hebben dus altijd een of meer koolstofatomen.

## Indeling
Organische oplosmiddelen kunnen op verschillende manieren in groepen worden verdeeld, afhankelijk van het doel waarvoor de indeling bedoeld is.

### Milieueffecten
Vanuit het effect op mens en milieu kunnen organische oplosmiddelen in vier groepen verdeeld worden:
1. De alifatische koolwaterstoffen, zoals n-hexaan en terpentine.
2. De aromatische en cyclische koolwaterstoffen, zoals benzeen, tolueen, ethylbenzeen en xyleen. Deze vier verbindingen staan ook bekend onder de verzamelnaam BTEX. Ze zijn carcinogeen. Terpentijn behoort tot de terpenen, ze bevat meestal alfapineen, bètapineen en nog enkele andere terpenen, (afgeleid van het geslacht Pinus).
3. De zuurstofbevattende oplosmiddelen als esters, ketonen, alcoholen, ethers en aldehyden. Voorbeelden zijn ethylacetaat, aceton, ethanol, di-ethylether en paraldehyde.
4. Chloorhoudende koolwaterstoffen, waarvan dichloormethaan, chloroform, trichlooretheen en tetrachlooretheen de meest bekende zijn. Deze laatste zijn veel gebruikt bij chemische wasserijen en aluminiumfabrieken.

### Synthetische chemie
Vanuit het oogpunt van het effect op reacties zijn de volgende groepen aan te duiden:
- Apolaire alifatische koolwaterstoffen, waaronder ook cyclische koolwaterstoffen, zoals pentaan, hexaan en cyclohexaan
- Aromatische koolwaterstoffen, zoals benzeen, tolueen, xyleen en ethylbenzeen
- Zwak polaire oplosmiddelen: niet in staat tot vorming van waterstofbruggen, zoals dichloormethaan, chloroform en 1,2,4-trichloorbenzeen
- Polair aprotische oplosmiddelen: oplosmiddelen die waterstofbruggen kunnen vormen, maar zelf niet over daarvoor geschikte waterstofatomen beschikken, zoals DMSO, HMPA, aceton, di-ethylether, methyl-tert-butylether, diglyme, tetrahydrofuraan, 1,4-dioxaan, DMPU en ethylacetaat
- Polair protisch oplosmiddel, oplosmiddelen die waterstofbruggen kunnen vormen en over daarvoor geschikte waterstofatomen beschikken, zoals water, methanol, ethanol, 2-propanol, benzylalcohol, mierenzuur en azijnzuur

## Voorbeelden
- azijnzuur
- benzeen: oplosmiddel, zeer carcinogeen
- chloroform: oplosmiddel, carcinogeen, door het ene koolstofatoom én het ene waterstofatoom prima oplosmiddel voor NMR
- ethanol: een oplosmiddel voor een groot aantal stoffen
- di-ethylether: polair, aprotisch oplosmiddel. Veel gebruikt bij reacties waarin organometaalverbindingen een rol spelen. Vergelijkbaar met THF, minder goed oplosmiddel voor organometaalverbindingen, maar met een lager smelt(stol)punt, waardoor zeer instabiele intermediairen toch in reacties gebruikt kunnen worden.
- heptaan: apolair oplosmiddel kookt bij ongeveer 90°C. Wordt vooral gebruikt bij de analyse van vetten van biologische oorsprong. Die vetten hebben bijna allemaal een even aantal koolstofatomen.
- hexaan: apolair oplosmiddel kookt bij ongeveer 70°C
- HMPA (hexamethylfosfortriamide): gebruikt als polair aprotisch oplosmiddel, maar zeer carcinogeen
- methanol: vergelijkbaar met ethanol
- mierenzuur
- pentaan: apolair, laag kookpunt (35°C)
- tetrachloormethaan: apolair oplosmiddel, maar carcinogeen
- THF (tetrahydrofuraan): polair aprotisch oplosmiddel dat gebruikt wordt bij reacties waarin organometaalverbindingen een rol spelen (zoals de Grignard-reactie)
- tolueen: als veiliger vervanger voor het carcinogene benzeen